# しまじろうのわお!
『しまじろうのわお!』は、2012年4月2日よりテレビせとうち（TSC）制作・テレビ東京系列で放送されている『こどもちゃれんじ』シリーズ原作の教育アニメ、教育番組である（全年齢向けアニメ教育番組）。
本項目では、前身番組の『はっけん たいけん だいすき！しまじろう』、『しまじろう ヘソカ』および2013年以降の劇場版作品についても扱う。

## 概要
2008年4月7日に『はっけん たいけん だいすき! しまじろう』のタイトルで放送開始。前番組の『しましまとらのしまじろう』はアニメのみであったが、実写による教育的なコーナーを加えてリニューアルし、さらにハイビジョン制作に移行した。また、登場人物の一部や公園が変わり、前作までのものとは別物語となった。
登場人物だけでなくキャラクターデザインも一部変更され子供っぽさが強調されている他、2011年4月4日以降の『しまじろう ヘソカ』ではしまじろうたちがちゃれんじ幼稚園に通うようになるなど原作の要素も描かれるようになっている。
前作では途中から次回予告が廃止されていたが、『はっけん たいけん だいすき! しまじろう』では途中からベネッセコーポレーションの紹介ページで次回予告がストリーミング配信され、2009年4月から番組内での次回予告が復活した。
2010年4月5日から『しまじろう ヘソカ』を開始。内容はほぼ『はっけん たいけん だいすき! しまじろう』と同じである。番組名の「ヘソカ」とは発見における感嘆の言葉となる「へぇ〜そっか（へえ、そうか）！」を略語にした番組独自の造語である。同時にアナログ放送に関してはレターボックス放送に変更された。
2012年4月2日から現在の『しまじろうのわお!』に改題するのと同時に、字幕放送も実施するようになった。アニメ本編は3DCGによるトゥーンレンダリング描写となり、メインキャラクターの交代が行われた。また、場面転換時にその回の主役キャラクターの輪郭がズームアップする効果が出るようになり、2018年現在はしまじろう、みみりん、とりっぴい、にゃっきい、はなちゃん、ぽんたろう、たまさぶろうの7種類存在する（ガオガオさんやリチャードなど、それ以外のキャラクターが主役の回や、主役がない回は基本的にしまじろうの効果が出る）。ベネッセのグローバルこどもちゃれんじカンパニー長を務める岡田晴奈は、駒澤大学経営学部教授の青木茂樹との対談の中で、放送前年の2011年に起きた東日本大震災を受けて、『しまじろうのわお！』では「命の大切さ」を最重要テーマとして位置づけたと話している。「もっと自分の外の世界に踏み出そうと。人間だけでなく、自分が生きる世界そのもの、生き物や自然に関心を持ち、日本という国だけじゃなく海外にも目を向けようと。縮こまっているものを開放し、明日に向かっていこう」というコンセプトが立てられ、その一環として実写パートが強化された。岡田は「子どもたちにとって初めてのものを提供する機会も多いですから、事実を誠実に伝え、どうやったら子どもたちが前向きに受け取ってくれるのか、ということを意識して番組を作っています」と青木との対談の中で話しており、義足のアスリートへのインタビューも、子どもと同じ目線のしまじろうだから「その義足がかっこいい」とコメントできたり、率直に質問できると述べている。
2013年3月に、テレビアニメを基にしたアニメーション映画第1作『劇場版しまじろうのわお！しまじろうとフフのだいぼうけん〜すくえ！七色の花〜』がTOHO animation配給で公開され、以後毎年春に劇場版が公開されている。
2013年8月19日放送の第274話（『しまじろうのわお!』第72話）『くらやみの かいぶつ?』で『しましまとらのしまじろう』から含めて放送1000回を達成した。
上記のように『しまじろう ヘソカ』までは2年置きに番組名を改題していたが、『しまじろうのわお!』は3年目になった2014年4月以降も放送を継続している。
2015年4月改編で、テレビ東京が月曜 - 金曜 7:30 - 8:15の45分枠に生放送の情報ワイド『チャージ730!』を立ち上げることが決まったため、同年4月から放送時間を土曜8:30 - 9:00枠に移動した。またタイトルロゴの周りに枠線が付くようになった。
2015年2月17日から『しまじろうのわお!』アニメパートのみ『BenePa（ベネパ）・こどもちゃれんじシリーズ（入学準備かずパックを除く）』の特典映像に傑作選として先行配信を開始し、同年4月6日からYouTubeのこどもちゃれんじ公式アカウントにて過去回の無料配信を開始し、2018年4月1日よりParaviにて有料配信を開始した。
2021年10月21日に桃山にゃっきい役の杉本沙織が急逝。同年12月25日より鈴木真仁がにゃっきい役を引き継いだ。
2023年11月現在、本番組は東名阪地区以外の民放テレビ局が製作する唯一の全国ネットのレギュラー番組となっている。

### 変遷
| 期間       | 期間       | タイトル                               | 放送時間（日本時間）         |
| ---------- | ---------- | -------------------------------------- | ---------------------------- |
| 2008.04.07 | 2010.03.29 | はっけん たいけん だいすき! しまじろう | 月曜日 07:30 - 08:00（30分） |
| 2010.04.05 | 2012.03.26 | しまじろう ヘソカ                      | 月曜日 07:30 - 08:00（30分） |
| 2012.04.02 | 2015.03.30 | しまじろうのわお!                      | 月曜日 07:30 - 08:00（30分） |
| 2015.04.04 | 現在       | しまじろうのわお!                      | 土曜日 08:30 - 09:00（30分） |

## 代表的なコーナー
アニメ本編
「しましまとらのしまじろう」は毎週2話（新作2話→新旧1話）だったが「はっけん たいけん だいすき！しまじろう」以降は毎週1話(はっけんでは10分、ヘソカ以降は8分)のみ放送。稀に続編、わお！では再放送を放送することがある。

### 「はっけん たいけん だいすき! しまじろう」のコーナー
きみはどうする?（2009年10月 - ）
マナーぎょうぎえもん（2009年2月まで）
侍のキャラクター「マナーぎょうぎえもん」が片付けなどの生活習慣、マナーを紹介。
それいけ わくわく たいけん（2009年3月まで）
社会見学やお仕事体験のコーナー。
とりっぴいのおもしろずかん（2009年9月まで）
動物や昆虫などの映像を紹介。
なぜ? なに? すすめ! はっけんたい（2009年4月 - 2010年3月）
なぜ何が何なのかを工場見学するコーナー。「それいけ わくわく たいけん」の後継コーナーである。
知育のコーナー
楽しいことば遊びでひらがなへの興味を育む。2010年3月まではコーナー名がなかった。

### 「しまじろう ヘソカ」のコーナー
ヘソカアタマ（知育のコーナー）
楽しいことば遊びでひらがなへの興味を育む。
ヘソカのつくりかた
ヘソカのひきだし（2010年4月 - 2012年3月）
身の回りの「ヘソカ」の引き出しを開けるコーナー。
おまけヘソカ（2010年4月 - ）
キラモテチェック（2010年4月 - 2010年9月）
おしえて! 3しまい（2010年10月 - 2012年3月）
マナーや道具の使い方を教えるコーナー。 全27話でした。
えんで どうする? きみは どうする?
どうしてちゃんシリーズ（2011年10月 - 2012年3月）

### 「しまじろうのわお!」のコーナー
せかいのおはなし
世界の民話、伝説、昔話、童話などをアニメーションで紹介する。
みわたすのき
みわたすクイズ
どこでもテーブル
りったいいきものずかん
いろいろな生き物が360度見られる。
きょうからしりあい（2012年 - ）
なに、さわってる?（2012年 - ）
ひっくりかえしたいがゆく!
せかいのいろいろ（2012年 - ）
あそびのたつじん（2013年 - ）
簡単にできるが奥の深い遊びを大人の達人が教えてくれる。
- みずきり：森川寛（熊谷水切り倶楽部代表）
- かみヒコーキ：戸田拓夫（折り紙ヒコーキ協会会長）
- さぞう：小野田徹夫（鎌倉砂像連盟会長）
- くさぶえ：中山康夫（野遊びのプロ集団 ぜっとわーくす代表）
- しゃぼんだま：杉山兄弟（兄・弘之、弟・輝行 シャボン玉アーティスト）
- かけっこ：伊藤友広（国際陸上競技連盟公認指導者）
- おと：飯嶋慶太郎（サウンドデザイナー）
- きりえ：蒼山日菜（オスカープロモーション）

スポーツのたつじん（2017年 - ）
あそびのたつじんのスポーツ版。
- サッカー：齋藤学（横浜F・マリノス）

ふしぎみっけじょ（2013年 - ）
ふしぎだくんが生活で見つかる不思議なことを調べて実験する。
つくるのもりのキノコちゃん（2013年 - ）
キノコちゃんが料理や工作など、いろいろなものを作ってみる。
わたしはかんさつちゃん（2013年 - ）
おおむかしずかん（2013年 - ）
わお! けんきゅうじょ（2014年4月 - ）
カブトムシはかせとウミウシのウミちゃんが自然の不思議を研究する。
おせわがかりのリボンちゃん（2014年4月 - ）
リボンちゃんが、動物や植物のお世話に挑戦する。
しまじろうがいく!（2014年5月 - ）
しまじろうがさとうくんと一緒にしまじろうカーに乗っていろいろなところに出かける。
どうぶつのあかちやん
いろいろなどうぶつのあかちやんをしまじろうの妹・はなちゃんが案内。
和食をしる
しまじろうとタコハチがあらゆる和食について研究する。
みみりんのこども相談室
視聴者から頂いた悩みをみみりんとみみたぶが解決。
ダンスのコーナー
しまじろうやお姉さんとダンス。月変わりでダンスコーナーのオリジナルソングを紹介。
歌のコーナー
月変わりで番組オリジナルソングを紹介。

## 登場キャラクター
- 縞野しまじろう
- 緑原みみりん
- 空野とりっぴい
- 桃山にゃっきい
- 縞野はな、縞野しまたろう、縞野さくら
- 緑原草太、緑原れんげ
- 空野とりごろう、空野かなえ、空野みちよ、空野とと・りり・ぴぴ
- 桃山ねね、桃山よりこ、桃山にいすけ
- いけのぞうた
- ささきまるりん
- 兵藤たまさぶろう
- ましろくまっきい
- はやしだきっこ
- こいぬまさくらこ
- かばやまかんた
- きむらもんた
- くさのきりんた
- こしばけんと
- しかのしかこ先生
- ぽんたろう
- ひつじい
- レオナール・ガオガオ3世
- たま子先生
- リチャード
- メイばあさん
- セイさん
- あみりい
- まあや

### 過去の登場キャラクター
- 牧場らむりん（1993年 - 2012年）
- 牧場まっせい、牧場ゆめこ（2012年3月まで）
- とんだぶうた (2011年 - 2016年3月19日まで)

## 出演者

### 「はっけん たいけん だいすき! しまじろう」の出演者
- 中村哲人（マナーぎょうぎえもん）（2008年4月 - 2009年2月）
- 小野ひまわり（2008年4月 - 2009年3月） - 初代お姉さん、ダンスコーナー出演と同楽曲ボーカル担当
- 野本ほたる（2009年4月 - 2010年3月） - 2代目お姉さん、スタジオトーク等のコーナーに出演
- 昌子洋子 - 番組のコーナーナレーション
- 緒方賢一 - 番組のコーナーナレーション

### 「しまじろうヘソカ」の出演者
- 野本ほたる（2010年4月 - 2011年3月） - 2代目お姉さん、スタジオトークなどのコーナーに出演
- 川平慈英 - ヘソカのひきだし：男ナレーション
- 堀江由衣 - ヘソカのひきだし：女ナレーション
- 佐藤利奈 - コミュニケーション（なかよくじゅんばん、おさきにどうぞ、かりたらどうする?など）のナレーションと声、みんなでたのしく：男の子レイくんの声
- 屋良有作 - へのへのさんの声
- 中村正 - おしえて3しまい：ナレーション
- 志田友美 - おしえて3しまい：長女役, キラモテチェック
- 荻野可鈴 - おしえて3しまい：次女役
- 京佳 - おしえて3しまい：三女役
- 井東紗椰 - おしえて3しまい
- 石川静 - みんなでたのしく：ナレーション
- 村井かずさ - みんなでたのしく：女の子の声
- 昌子洋子 - まちのたいせつなもの：ナレーション

### 「しまじろうのわお!」の出演者
- 東加奈子 - 3代目お姉さん こはく役
- ロマ・トニオロ - しまじろうがゆく：いとう 役
- 春風亭昇太 - きょうからしりあい：ナレーション
- 谷口節 - みわたすのき：ナレーション
- 千葉繁 - せかいのいろいろ：ナレーション
- 中尾衣里 - 様々なコーナーナレーション
- 大塚芳忠 - おおむかしずかん：ナレーション
- 川島宏知 - ひっくりかえしたいがゆく!：ナレーション
- HARRY - 今日からしりあい：ナレーション
- 櫻井海瑞希 - ふしぎみっけじょ：ふしぎだたろう 役
- 松木エレナ - つくるのもりのキノコちゃん：キノコちゃん 役
- 佐藤芽 - わたしはかんさつちゃん：かんさつちゃん 役
- 柿沼さくら - わお!けんきゅうじょ：ウミウシのウミちゃん 役
- サラバーンズ - おせわがかりのリボンちゃん：リボンちゃん 役
- 平山廉 - おおむかしずかん：おおむかしはかせ 役
- 桂三四郎 - せかいのいろいろ
- 柳家喬太郎 - 和食を知る：タコハチ 役
- 窪田等 - あそびのたつじん：ナレーション
- WORLD ORDER - 子供ダンスユニット『CHILD ORDER』[4]の演技指導
- かんなとあきら
- 吉澤梨里花

### ゲスト
- 村上ショージ（シャボン玉おじさん）
- ダンディ坂野
- 由紀さおり
- 安田祥子
- ザ・たっち
- 金田一秀穂
- 金子貴俊
- 元ちとせ
- 松平健（「バシッとキメたいそう」）
- 菅谷哲也（「しまじろうテラスハウス」）
- チームしゃちほこ
- 中嶋朋子
- 清水ミチコ
- ビビる大木
- YOU
- 木村祐一
- 松木安太郎
- 藤井隆
- 八代亜紀
- Randy Brake

## スタッフ

### 番組本編
《アニメパート》
- アニメーションパート文芸協力・原案 - ベネッセコーポレーション（水野次郎→岡田晴奈）(こどもちゃれんじ編集部)
- アニメーションパート企画 - こどもちゃれんじ（川村裕紀、安野英子）、山崎立士（NAS、2009年3月まで）→（なし）、笹田直樹→杉山豊（電通、2009年4月以降）→（なし）
- キャラクター原案 - 国本雅之、みやしたはんな、鈴木博子、上北ふたご、河井ノア
- キャラクター監修 - はるなゆきのり
- キャラクターデザイン - 志村隆行（ヘソカ）→岡迫亘弘→（なし）
- ゲストキャラクターデザイン - 河井ノア、上北ふたご→（なし）
- キャラクター衣装デザイン - ひびのこづえ、電通
- キャラクター環境デザイン - TOKKEY A-（C）LABO
- アニメーションパート制作 - スタジオ旗艦→ぴえろプラス→アンサー・スタジオ
- アニメーションパート制作協力 - アゼータ・ピクチャーズ→（なし）
- アニメーションパート総監督 - 鳥海永行→（なし）
- アニメーションパート監督- しぎのあきら→川又浩→河村貴光、たけだきらく
- アニメーションパートシリーズ構成 - 鳥海永行→谷登志雄→岸間信明→山田隆司
- アニメーションパートCGIディレクター（アニメパート） - 長谷部哲也（第203話 - ）→（なし）
- アニメーションパートCGI協力 - studio BACU
- アニメーションパート絵コンテ- マツムラ ほか
- アニメーションパートコンポジット-三晃プロダクション→動画工房
- アニメーションパート美術監督 - 中山益男→水谷利春
- アニメーションパート美術 - 元田幸穂、和田典子
- アニメーションパート背景 - ムーンフラワー
- アニメーションパート編集 - 東京現像所→瀬山編集室
- アニメーションパート音響監督 - 春日一伸→小泉紀介
- アニメーションパート調整 - 小出善司
- アニメーションパート効果 - 古谷友二(スワラ･プロ)
- アニメーションパート録音スタジオ -ブルーマウンテンスタジオ
- アニメーションパート音楽 - 多田彰文(はっけん)→カプリチオ・プロジェクト(内藤慎也)（ヘソカ以降）[注 5]
- アニメーションパート音楽コーディネーター(ノンクレジット) -花崎雅芳(カプリチオ・プロジェクト)（わお！以降）
- アニメーションパート音響制作 -木村達朗(ブロードメディア)
- アニメーションパート制作進行 - 堀勝一郎、山下翔斗
- アニメーションパート制作デスク -井上博文
- アニメーションパートプロデューサー - 野崎慎太郎→木曽由香里（アンサー・スタジオ）→谷浩太朗・木曽由香里（アンサー・スタジオ）

《実写パート》
- 実写パート制作 - 共同テレビジョン→DASH
- 実写パート監督- 中田昌宏（第78話 - ）→（なし）
- 実写パートプロデューサー -  平野誠一、萩原かおり→吉見健士→勝俣円
- 実写パートラインプロデューサー -  石井佳美
- プロダクションマネージャー- 中村崇、小山正博、杉坂幸則、大藏敏樹、石井翔太、渡邊峻太､太田くるみ、石川日琳、屋代望祐､藍原萌
- 実写パート企画構成 - 国井美果（第203話 - ）→（なし）
- 実写パート総合演出 - 平林勇（第203話 - ）→江里口徹平
- 実写パート企画演出 - 江里口徹平、朝日恵里（第203話 - ）→平林勇、朝日恵里､海老澤憲一
- 実写パート演出 - 中田昌宏、小山均→小川文香→（なし）
- 実写パートアートディレクター- 村上健（第203話 - ）
- 実写パートクリエイティブディレクター - 岡本欣也（第203話 - ）→（なし）
- 実写パートアドバイザー- 岡本欣也、国井美果
- 実写パート撮影- 永井佑一、中島古英、片山順平、百束尚浩、島田貴仁
- 実写パート照明- 野村泰寛、古久保亮介､石塚真也
- 実写パート音声- 北原慶昭
- 実写パート美術 - 三上文啓（日芸）→大里亮、後藤開明、水野谷重謙(TBSアクト)
- 実写パートヘアメイク - 大谷亮治
- 実写パートスタイリスト - 望月恵、DEXI
- 実写パート衣装デザイン - 高橋さやか
- 振付 -南流石、アイエヌジー、望月秀美、Q-TARO(電撃チョモランマ隊)
- 実写パート音楽 - 渡邊崇、栗脇紀奈、堀本陸→渡邊崇、中原美優(studio JEN)、堀本陸、大江拓二、Ongakushitu Inc.
- 実写パート音響効果 - 飯嶋慶太郎、呉丞埈、黒田響子
- 実写パート録音協力 - 神戸電子専門学校→ナイデル･サウンドシティ
- 実写パート編集 -池田靖彦、餌取志保、桑原翔、小林勇一、松本千秋、米澤美奈
- 実写映像協力 -iStock、PIXTA、Shutterstock
- 実写パートEED・MA - 手塚拓海、銭麗星、鳥海綾乃、加藤ヨシアキ、八重樫愛美、武花斗弥、内御堂奈々、村井光葵(テクニカランド)
- 実写パート音楽総合プロデュース - コロムビアミュージックエンタテインメント→キューンミュージック→ソニーミュージック[注 6]
- 実写パート音楽プロデューサー - 熊田和生→山田勝也(愛印)→なし
- 実写パートＣＧ -ＷＯＷ→なし
- 実写パート編成 - 宇田川幸勅→宇田川幸勅･大本沙智子→宇田川幸勅（テレビせとうち）
- 実写パート番組宣伝 - 岡野敏久→大本沙智子（テレビせとうち）
- 実写パートプロデューサー - 山岡真一→佐々木貴朗→中地務（途中まで）･河原志保･宇田川幸勅→竹内望→原直毅･小山智史→原直毅→遠藤美穂（テレビせとうち）、高橋知子（NAS）→古川慎→石橋秀平→細野耕司→中原晋哉･長岡由希子→中原晋哉（電通）
- 実写パート監修（代表的な物のみ） - 沢井佳子、二瓶健次、SDGパートナーズ
- 制作 - TSCテレビせとうち、ベネッセコーポレーション、NAS（第1話 - 第51話）→電通（第52話 - ）

《過去のスタッフ》
- 知育パートプロデューサー - 小笠原希→（なし）
- 知育パート企画・演出 - おがわじゅんこ→（なし）

### しまころ企画
- プロデューサー -後藤花菜、小阪紗李、福田妃奈子

### リアル脱出ゲーム
- 原作 - ベネッセコーポレーション（こどもちゃれんじ）
- キャラクター原案 - 国本雅之、みやしたはんな、鈴木博子
- 企画・制作 - SCRAP
- 製作総指揮 - 加藤隆生
- アニメーション制作 - アンサー・スタジオ
- 主催 - 東京ドームシティアトラクションズ、ひらかたパーク、ハウステンボス、ラグナシア

## 番組内で放送された歌

### ダンスのコーナー
- おはようチェキラッパ（2008.4） 歌：しまじろう、小野ひまわり
- へんしんダンス!（2008.5） 歌：高取ヒデアキ
- パタパタカンガルー（2008.6） 歌：しまじろう、小野ひまわり
- ストンストンストンプ（2008.7） 歌：きただにひろし 編曲：後藤郁夫
- しましまカンフー!（2008.8） 歌：小清水亜美、竹内浩明 作曲・編曲：後藤郁夫
- 空に大きな絵をかこう（2008.9） 歌：しまじろう、小野ひまわり
- 魔法の言葉ララリルレ（2008.10） 歌：Makoring
- うまうまヤムヤム ※20周年食育キャンペーンソング（2008.11） 歌：しまじろう、速水けんたろう コーラス：ひまわりキッズ
- 手びょうしオーレ!（2008.12） 歌：堀江美都子 コーラス：ひまわりキッズ 作曲・編曲：後藤郁夫
- なかよしじゅうにエトセトラ（2009.1） 歌：勝誠二 コーラス：ひまわりキッズ
- 忍者ぱぱぱ（2009.2） 歌：茶風林、小野ひまわり コーラス：ひまわりキッズ 和太鼓演奏：は・や・と
- しまみみとりらむっ（2009.3） 歌：原崎忠雄 コーラス：ひまわりキッズ
  - ロケは、東京都内で行った。この曲は、その後「しまじろう ヘソカ」のED曲になった。
- 朝だ！ウンポキー!（2009.4） 歌：しまじろう、野本ほたる コーラス：ひまわりキッズ
- なみのりダダ～ンス（2009.7） 歌：高取ヒデアキ コーラス：木戸やすひろ
- パクパクグルメーン（2009.10） 歌：岩崎貴文、しまじろう
- あかさたな？はまやらわ!...ん！（2010.1 - 3） 作詞：中田昌宏 作曲・歌：パッパラー河合
- パッパカパーティー（2010.4､5） 作詞・作曲・編曲・歌：松井弾美
- ハッピー・ジャムジャム（HE SO KAバージョン）（2010.6、7）作詞：横山武 作曲・編曲：樫原伸彦・BUZZ&BOSE 歌：鵜久森智美
- きみはヒーロー!（2010.8､9､11）作詞：キモット 作曲：笹原ノブスケ 編曲：Buzz+Boz 歌：ニャー!!アンド トントン
- しまみみとりらむっ（ダンスバージョン）（2010.9､10）作詞：中田昌宏 作曲・編曲：原崎忠雄 歌：近藤房之助
- てとてをつないで（2010.11） 作詞：弥勒 作曲・編曲：中村暢之 歌：しまじろう みみりん とりっぴい らむりん
- クルクルリン!（2011.1）作詞：中田昌宏 作曲・編曲：Buzz+Boz 歌：藤井もなか 振り付け：ラッキィ池田
- いっぽまえに!（2011.4）作詞：中田昌宏 作・編曲：Buzz+Boz、歌：鵜久森智美
- メロメロ♥ムシメロ（2015.11）作詞：朝日恵里 作・編曲：南利一 歌：インセクトファイブ 振り付け：紀元由有
- ともだち ポンクルトン（2016.1）作詞：平林勇、作曲：渡邉崇、歌：しまじろう、みみりん、とりっぴい、にゃっきい、振り付け：望月秀美、振付監修：平林治子
- みみりんのトマトビクス（2016.4）作詞：江里口徹平、作曲・編曲：田辺弘明、歌：草ケ谷遥海、振り付け：Q-TARO
- せかいはパラダイス（2016.4）作詞・作曲：勝誠二、歌：しまじろう、みみりん、とりっぴい、にゃっきい、振り付け：ラッキィ池田
- おいかけてきたぞ（2016.5）作詞：平林勇、作曲・編曲：TOKYO MARRY、歌：野島直人、振り付け：望月秀美、セリフと踊り：しまじろう、こはく、かんなとあきら
- KUMAMUSHI（2016.6）作詞：朝日恵里、作曲・編曲：福島節、歌：蜂須みゆ、振り付け：紀元由有
- アイアム ア クラゲ（2016.7）作詞：朝日恵里、作曲：吉田詩織、編曲：田上陽一、歌：大谷真央、振り付け：斉藤美音子
- せかいのともだちこんにちは（2016.12）作詞：朝日恵里、作曲・編曲・演奏：HMD、歌：室屋翔平、音楽D：菊池智敦、エンジニア：福島浩知、振り付け：望月秀美
- スッキリおきたいそう（2017.1）作詞：江里口徹平、作曲・編曲・歌：田村歩美、振り付け：伊藤千枝
- まわれ たいようけい（2017.2）作詞：江里口徹平、作曲・編曲：横山裕章、歌：三浦拓、振り付け：望月秀美
- こうつうあんぜん（2017.4）作詞：江里口徹平、まちゃあき、作曲：まちゃあき、歌：しまじろう、エグスプロージョン（「本能寺の変」の改造版。）
- しまじろうおんど（2017.4）作詞：平林勇、作曲・編曲：山田勝也、白戸秀明、歌：しまじろう、野島直人
- わお!がいっぱいミュージアム（2017.6）作詞：平林勇、作曲：山田勝也、編曲：白戸秀明、歌：鎮座DOPENESS、しまじろう、みみりん
- グーチョキパーでパンプキン（2017.9）作詞・作曲：あさがわたけし、歌：岡崎百々子、踊り：しまじろう&アミューズキッズ
- まほうのことばでティンガリンガブー（2018.1）作詞・作曲・編曲：原崎忠雄、歌：しまじろう、みみりん、とりっぴい、にゃっきい
- あさのしまじろうたいそう（2018.4）作詞：平林勇、作曲：山田勝也・白戸秀明、歌：野島直人

### 歌のコーナー
- 元気にあいさつ!（2008.4） 作詞：マイクスギヤマ 作曲：岩崎貴文 歌：しまじろう
- なんこかな?（2008.5） 作詞：マイクスギヤマ 作曲・歌：岩崎貴文
- 水の音がくかい（2008.6） 歌：石田燿子
- くるくるリサイクル（2008.7） 歌：しまじろう
- ムシムシ博士（2008.8） 歌：岩崎貴文
- 世界へありがとう（2008.9） 歌：戸田ダリオ
- しまじろうのえかきうた（2008.10） 歌：しまじろう
- とりっぴいのえかきうた（2008.10） 歌：とりっぴい
- 手と手をつないで（2008.11） 歌：しまじろう コーラス：杉並児童合唱団
- チュウチュウ･スイスイ（2008.12） 歌：戸田ダリオ
- ゆめのタマゴ（2009.1） 歌：岩崎貴文
- アッパレ一番（2009.2） 歌：しまざき由理 コーラス：ひまわりキッズ
- 明日もともだち（2009.3） 歌：武藤歌奈子 コーラス：杉並児童合唱団
- HAPPY LITTLE PENGUIN（2009.4） 歌：ジェフ・マニング コーラス：ソング＆ダンスキッズ
- わたしのすきなもの（2009.7、2010.9・11） 作詞：中田昌宏 作曲・編曲：大和田崇 歌：折笠富美子
- ころころおにぎりしまじろう（2009.10、2010.6） 作詞：中田昌宏 作曲：大和田崇 歌：サンプラザ中野くん
- それがサンタクロースのお願い（2009.11・12、2010.11） 作詞・作曲：原崎忠雄 歌：マユミーヌ
- サイコー!（2010.1 - 3） 作詞：中田昌宏 作曲：笹路正徳 歌：野本ほたる
- ヘソカ〜サン!（2010.4､5） 作詞：もりちよこ 作曲：松尾清憲 編曲：松尾清憲・古賀繁一 歌：松尾清憲
- サン！サン！サマー!（2010.7 - 9） 作詞：中田昌宏 作曲：春畑道哉 歌：タカミヒロユキ
- だから（2010.10・11） 作詞・作曲：松井弾美 編曲：Buzz+Boz 歌：田中明仁
- きみにあいにゆくよ（2011.1）作詞・作曲・編曲：原崎忠雄 歌：楠瀬誠志郎withしまじろう
- I Love Squid 〜愛しいイカ〜（2014.12）作詞：朝日恵里、作曲・編曲：葛岡みち、歌：八代亜紀
- ジリジリ夏活委員会（2015.8）作詞：朝里恵里 作曲：浅野尚志 歌：チームしゃちほこ
- CHILD ORDER（2015.8）作詞：エリッコ、作曲：ARA、編曲：湯浅幸平、歌：CHILD ORDER、振り付け：WORLD ORDER
- ごちそうさまのうた（2015.9）作詞：平林勇、国井美果 作曲・編曲：桑野聖 歌：佐々木萌
- とことこさんぽ（2015.9）作詞：朝日恵里、編曲：村田昭、作曲・歌：川江美奈子
- パティシエ パティシエール（2015.10）作詞：国井美果 編曲：Yocke 作曲・歌：吉田詩織
- かんさつちゃん（2015.11）作詞：平林勇 作・編曲：蜂須みゆ 歌：富本愛琉
- じかんのうた（2015.11）作詞：江里口徹平 作・編曲：田辺望 歌：坂尻あい
- えほんのうた（2016.2）作詞：平林勇 作曲：藤井万利子 編曲：津波幸平 歌：蔵田みどり
- きみにあえたね（2016.3）作詞・作曲・編曲：原崎忠雄、歌：佐々木詩織、しまじろう、みみりん、とりっぴい、にゃっきい、さくら、しまたろう、けんと、もんた、ライオンポリス、らむりん、まるりん、そうた、はな、ガオガオさん、みちよ、ねね、きりんた、れんげ、しかこ、いぬこ、くうこ、園長先生、かんなとあきら（「しまじろうヘソカ」終了後らむりんが登場した唯一の歌。）
- たねこのワルツ（2016.4）作詞：朝日恵里、作曲・編曲：田辺望、歌：Yamy
- ほねほねマーチ（2016.5）作詞：平林勇、作曲・編曲：佐藤慶之助、歌：野島直人
- いろのうた（2016.6）作詞：平林勇、作曲：清水ミチコ、編曲：田上陽一、歌：清水ミチコ
- ミクロック（2016.6）作詞：平林勇、作曲・編曲：山田勝也・白戸秀明、歌：チャラン・ポ・ランタン
- くじらのうたのうた（2016.7）作詞：平林勇、作曲：渡邊崇、歌：うみのようせい、オニヒトデおとこ
- こんちゅうのうた（2016.9）作詞：江里口徹平、作曲・編曲：sai-renji、歌：矢野あいみ
- もったいないのうた（2016.10）作詞：西野真伊、作曲・編曲：Mugi、歌：山田裕介
- まえにすすもう てをたたこう（2017.1）作詞：平林勇、作曲：渡邊崇、編曲：橋本隆、渡邊崇、歌：しまじろう、みみりん、とりっぴぃ、にゃっきい、ココ、Mummy-D
- けのうた（2017.1）作詞：江里口徹平、作曲・編曲・歌：蜂須みゆ
- だいうちゅうとちいにんげん（2017.2）企画・作詞・作曲・歌：本間絹子、編曲：明石隼汰、音楽制作：松島孝幸、演出：オースミユーカ、作画・アートディレクション：安達翼、デザイナー：長谷川玲子、アニメーション：稲田陽一
- うちはだいじょうぶかな?（2017.3）作詞：平林勇、作曲：渡邊崇、編曲：馬瀬みさき、歌：しまじろう、わおくん、わお合唱団
- シタカーラ（2017.4）作詞：朝日恵里、作曲・編曲：加藤賢二、歌：K、絃瀬さやか
- エチケットマン（2017.9）作詞：朝日恵里、作曲：DĒ DĒ MOUSE、歌：藤井隆
- おいしゃさんにいってきたよ（2018.1）作詞：平林勇、作曲・編曲：古屋沙樹、歌：野宮真貴
- ふんふんふふふん（2018.3）作詞：江里口徹平、作曲：ARA、編曲：津波幸平、歌：宮島一真
- すてきなしごと（2019）作詞：不明、作曲：不明、編曲：不明、歌：テツandトモ
- カンガルーはどこに行ったのか（2021.4） アニメーション：芦沢ムネト[5]、歌:打首獄門同好会[5]

## これまでの「それいけ!わくわくたいけん」
- 第1回 パン作り（2008年4月7日）
- 第2回 お花のプレゼント作り（2008年4月14日）
- 第3回 象の飼育係（2008年5月5日）
- 第4回 シャボン玉作り（2008年5月12日）
- 第5回 紙飛行機作り（2008年6月2日）
- 第6回 おにぎり作り（2008年6月9日）
- 第7回 ねんど（2008年6月30日）
- 第8回 海辺の生き物（2008年7月7日）
- 第9回 化石探し（2008年7月28日）
- 第10回 釣り（2008年8月4日）
- 第11回 科学マジック（2008年8月25日）
- 第12回 イルカの飼育係（2008年9月1日）
- 第13回 ソーセージ作り（2008年9月22日）
- 第14回 紙すき（2008年9月29日）
- 第15回 ネイチャー・ゲーム（2008年10月20日）
- 第16回 陶芸（2008年10月27日）
- 第17回 楽器作り（2008年11月17日）
- 第18回 かぶ育て（2008年11月24日、2008年12月1日）
- 第19回 ケーキ作り（2008年12月8日）
- 第20回 和太鼓体験（2009年1月5日）
- 第21回 凧作り（2009年1月12日）
- 第22回 ニョッキ作り（2009年2月2日）
- 第23回 磁石で遊ぶ（2009年2月9日）
- 第24回 雪遊び（2009年3月2日）
- 第25回 スタンプ（2009年3月9日）

## テーマソング
はっけん たいけん だいすき! しまじろう（2009年10月5日からOP・ED共に映像が変更。）
- OP：「まいにちチャレンジャー」歌：しまじろう、みみりん、とりっぴい、らむりん
- ED：「ハッピー・ジャムジャム」歌：しまじろう、みみりん、とりっぴい、らむりん（リアル脱出ゲームでは最終エリアで謎を解いた時点で流れる）

しまじろう ヘソカ
- OP：「ソラソラ☆あおぞら」（2010年4月5日 - 2011年3月28日）歌：豊崎愛生
- OP：「レインボー」（2011年4月4日 - 2012年3月26日）歌：遊助
- ED：「しまみみとりらむっ」（2010年4月5日 - 2010年8月9日、2011年1月17日 - 2012年3月26日）歌：近藤房之助
- ED：「ハッピー・ジャムジャム（HE SO KAバージョン）」（2010年8月16日 - 2011年1月10日）歌：鵜久森智美

しまじろうのわお!（2012年4月2日 - 6月25日及び2013年11月4日 - 2014年3月31日までOPテーマなし）
- OP：「ボクらのほしのミラクル」（2012年7月2日 - 2013年3月25日、2013年7月1日 - 9月30日、2014年4月7日 - 2019年3月30日、2022年4月2日 - ） 歌：Daudi Joseph
- OP：「しまじろうと いこうよ」（2013年4月1日 - 6月24日、2013年10月7日 - 10月28日）歌：HARCO
- OP：「せかいはワオ！」（2019年4月6日 - 2022年3月26日）歌：yucco（shishi）
- ED：「トモダチのわお!（TVエンディング!）」（2012年4月2日 - 2015年12月26日、2016年4月2日 - ）歌：PUFFY
- ED：「おきなわ わわわ!」（2016年1月9日 - 2016年3月26日）歌：比屋定篤子

## 放送
現在の放送時間は、ベネッセの公式ウェブサイト内にある「しまじろうくらぶ」の全国の放送時間一覧を参照。
2022年9月までテレビ東京系列をはじめ34局で放送されていたが、2024年現在は11局のみで放送されている。
『はっけん たいけん だいすき！しまじろう』・『しまじろう ヘソカ』を放送していた放送局については備考を参照。
| 放送期間 | 放送時間                                                                                       | 放送局                                           | 対象地域                                                    | 備考                |
| --- | ---------------------------------------------------------------------------------------------- | ------------------------------------------------ | ----------------------------------------------------------- | ------------------- |
| 2012年4月2日 - 2015年3月30日 2015年4月4日 - 現在                                                                                                  | 月曜 7:30 - 8:00 土曜 8:30 - 9:00                                                              | テレビせとうち（制作局） ほかテレビ東京系列全6局 | 北海道・関東広域圏・愛知県・ 大阪府・岡山県・香川県・福岡県 | 字幕放送 /          |
| 2012年4月2日 - 2013年3月25日 2013年4月4日 - 2017年3月30日 2017年4月6日 - 2021年3月25日 2021年4月4日 - 2023年4月2日                                | 月曜 15:53 - 16:22 木曜 10:30 - 11:00 木曜 10:25 - 10:55 日曜 5:45 - 6:15                      | テレビ金沢                                       | 石川県                                                      | [ 注 8 ]            |
| 2012年4月2日 - 2013年9月23日 2013年9月30日 - 2016年3月28日 2016年4月3日 - 2022年9月25日                                                           | 月曜 15:56 - 16:25 月曜 15:53 - 16:21 日曜 5:30 - 6:00                                         | 沖縄テレビ                                       | 沖縄県                                                      | [ 注 9 ]            |
| 2012年4月3日 - 2015年9月29日 2015年10月5日 - 2017年3月27日 2017年4月3日 - 2021年3月22日 2021年4月4日 - 2022年9月25日                              | 火曜 16:20 - 16:50 月曜 16:23 - 16:53 月曜 16:20 - 16:50 日曜 7:00 - 7:30                      | 青森放送                                         | 青森県                                                      | [ 注 10 ]           |
| 2012年4月3日 - 2022年9月27日 | 火曜 17:00 - 17:30                                                                             | 三重テレビ                                       | 三重県                                                      | [ 注 11 ]           |
| 2012年4月4日 - 2014年3月26日 2014年4月2日 - 2019年3月27日 2019年4月6日 - 2023年9月30日                                                            | 水曜 17:30 - 18:00 水曜 17:29 - 17:58 土曜 7:00 - 7:30                                         | 奈良テレビ                                       | 奈良県                                                      | [ 注 12 ]           |
| 2012年4月5日 - 2016年3月31日 2016年4月4日 - 2022年9月26日                                                                                         | 木曜 15:50 - 16:20 月曜 10:55 - 11:25                                                          | 秋田放送                                         | 秋田県                                                      | [ 注 13 ]           |
| 2012年4月7日 - 2022年9月24日 2022年10月1日 - 現在                                                                                                 | 土曜 8:30 - 9:00 土曜 7:30 - 8:00                                                              | びわ湖放送                                       | 滋賀県                                                      | [ 注 14 ]           |
| 2012年4月8日 - 現在 | 日曜 9:00 - 9:30                                                                               | テレビ和歌山                                     | 和歌山県                                                    | [ 注 15 ]           |
| 2012年4月9日 - 2015年3月30日 2015年4月5日 - 2022年9月25日 2022年10月2日 - 2023年3月26日                                                           | 月曜 16:24 - 16:53 日曜 6:30 - 7:00 日曜 5:45 - 6:15                                           | 日本海テレビ                                     | 鳥取県・島根県                                              | [ 注 16 ]           |
| 2012年4月11日 - 2014年3月26日 2014年4月4日 - 2014年9月26日 2014年10月3日 - 2015年3月27日 2015年4月5日 - 2022年9月25日                             | 水曜 15:30 - 16:00 金曜 16:00 - 16:30 金曜 15:50 - 16:20 日曜 6:15 - 6:45                      | テレビ新広島                                     | 広島県                                                      | [ 注 17 ]           |
| 2012年4月11日 - 2013年9月25日 2013年10月2日 - 2016年3月30日 2016年4月4日 - 2022年9月26日                                                          | 水曜 16:23 - 16:53 水曜 16:20 - 16:50 月曜 10:55 - 11:25                                       | 四国放送                                         | 徳島県                                                      | [ 注 18 ]           |
| 2012年4月11日 - 2013年3月27日 2013年4月3日 - 2015年3月25日 2015年4月7日 - 2016年3月29日 2016年4月5日 - 2018年3月27日 2018年4月8日 - 2022年9月25日 | 水曜 15:52 - 16:20 水曜 15:53 - 16:21 火曜 15:22 - 15:50 火曜 15:20 - 15:50 日曜 5:45 - 6:15   | テレビ大分                                       | 大分県                                                      | [ 注 19 ]           |
| 2012年4月13日 - 2012年9月28日 2012年10月5日 - 2015年3月27日 2015年4月6日 - 2016年3月28日 2016年4月2日 - 2022年9月24日                             | 金曜 15:57 - 16:24 金曜 15:55 - 16:22 月曜 15:53 - 16:23 土曜 5:25 - 5:55                      | 福井テレビ                                       | 福井県                                                      | [ 注 20 ]           |
| 2012年4月14日 - 2016年3月26日 2016年4月3日 - 2022年9月25日                                                                                        | 土曜 6:30 - 7:00 日曜 5:20 - 5:50                                                              | 東日本放送                                       | 宮城県                                                      | [ 注 21 ]           |
| 2012年4月14日 - 2022年9月24日 | 土曜 6:30 - 7:00                                                                               | 山形テレビ                                       | 山形県                                                      | [ 注 22 ]           |
| 2012年4月15日 - 2022年9月25日 | 日曜 6:00 - 6:30                                                                               | テレビ山口                                       | 山口県                                                      | [ 注 23 ] [ 注 24 ] |
| 2012年4月17日 - 2015年9月22日 2015年9月30日 - 2022年9月28日                                                                                       | 火曜 15:53 - 16:21 水曜 10:25 - 10:55                                                          | 南海放送                                         | 愛媛県                                                      | [ 注 25 ]           |
| 2012年4月22日 - 2014年9月28日 2014年10月5日 - 2020年9月27日 2020年10月4日 - 現在                                                                  | 日曜 6:00 - 6:30 日曜 5:30 - 6:00 日曜 5:45 - 6:15                                             | テレビ信州                                       | 長野県                                                      | [ 注 26 ]           |
| 2012年4月22日 - 2013年3月31日 2013年4月7日 - 2014年9月28日 2014年10月5日 - 2015年3月29日 2015年4月5日 - 現在                                      | 日曜 7:30 - 8:00 日曜 6:00 - 6:30 日曜 6:30 - 7:00 日曜 5:45 - 6:15                            | 鹿児島読売テレビ                                 | 鹿児島県                                                    | [ 注 27 ] [ 注 28 ] |
| 2012年4月28日 - 2016年3月26日 2016年4月10日 - 2017年3月26日 2017年4月2日 - 2017年9月24日 2017年10月1日 - 2022年9月25日                            | 土曜 10:30 - 11:00 日曜 6:30 - 7:00 日曜 5:45 - 6:15 日曜 5:15 - 5:45                          | 福島放送                                         | 福島県                                                      | [ 注 29 ]           |
| 2012年4月28日 - 2013年9月28日 2013年10月5日 - 2016年3月26日 2016年4月3日 - 2022年9月25日                                                          | 土曜 5:15 - 5:45 土曜 5:30 - 6:00 日曜 5:15 - 5:45                                             | 静岡放送                                         | 静岡県                                                      | [ 注 30 ] [ 注 24 ] |
| 2012年4月28日 - 2018年3月31日 2018年4月7日 - 2021年3月27日 2021年4月3日 - 2022年9月24日                                                           | 土曜 7:00 - 7:30 土曜 6:30 - 7:00 土曜 5:20 - 5:50                                             | 長崎文化放送                                     | 長崎県                                                      | [ 注 31 ]           |
| 2012年4月28日 - 2013年3月30日 2013年4月6日 - 2017年2月25日 2017年3月4日 - 2017年3月25日 2017年4月1日 - 2022年9月24日                              | 土曜 7:15 - 7:45 土曜 7:00 - 7:30 土曜 7:30 - 8:00 土曜 5:20 - 5:50                            | 熊本朝日放送                                     | 熊本県                                                      | [ 注 32 ]           |
| 2012年4月29日 - 2013年4月28日 2013年5月4日 - 2022年9月24日                                                                                        | 日曜 6:00 - 6:30 土曜 6:30 - 7:00                                                              | 岩手朝日テレビ                                   | 岩手県                                                      | [ 注 33 ]           |
| 2012年4月29日 - 2022年9月25日 | 日曜 6:15 - 6:45                                                                               | 新潟放送                                         | 新潟県                                                      | [ 注 22 ] [ 注 24 ] |
| 2012年4月29日 - 2022年9月25日 |                                                                                                | テレビ山梨                                       | 山梨県                                                      | [ 注 22 ] [ 注 24 ] |
| 2012年5月5日 - 2013年3月30日 2013年4月5日 - 2014年3月28日 2014年4月7日 - 2018年3月26日 2018年4月1日 - 2023年4月2日 2023年4月8日 - 現在            | 土曜 10:00 - 10:30 金曜 18:00 - 18:30 月曜 19:00 - 19:30 日曜 17:30 - 18:00 土曜 18:30 - 19:00 | BS11                                             | 日本全域                                                    | BS放送 /            |
| 2019年1月5日 - 2020年3月28日 2020年4月4日 - 2022年9月24日                                                                                         | 土曜 5:25 - 5:55 土曜 5:20 - 5:50                                                              | 富山テレビ                                       | 富山県                                                      | [ 注 35 ]           |
| ほとんどの放送局では2022年9月末で遅れネットを終了している。                                                                                       |                                                                                                |                                                  |                                                             |                     |

### 『はっけん たいけん だいすき! しまじろう』のみ放送した局
いずれもネット状況は遅れネット、字幕放送は非実施。
| 放送対象地域 | 放送局             | 放送終了日    | 放送時間           | 備考      |
| ------------ | ------------------ | ------------- | ------------------ | --------- |
| 高知県       | テレビ高知（KUTV） | 2010年3月30日 | 火曜 16:24 - 16:54 | [ 注 37 ] |
| 宮崎県       | テレビ宮崎（UMK）  | 2010年3月31日 | 水曜 15:00 - 15:29 | [ 注 38 ] |

## 海外での放送

### アジア
『Shimajiro; A Wonderful Adventure』のタイトルで放送された。
タイではTrueVisionにて2019年2月2日に放送を開始した。タイ語吹き替え版が放送されている。

## 映画
劇場版としては、これまでに10作が制作・公開されている。上映館内では照明をやや明るめに設定することや音量を少し落とすことにより、映画館デビューする子供たちに配慮している。第6作以降はアニメのみの構成になったことに伴い、メインタイトルが「映画しまじろう」となっているが、それらについても本項でまとめて扱う。
第1作『劇場版しまじろうのわお! しまじろうとフフのだいぼうけん 〜すくえ!七色の花〜』は2013年3月15日に公開の『しまじろうのわお！』の映画（CGアニメ+実写）であり、「こどもちゃれんじ25周年記念」となるシリーズ初の劇場作品。映画オリジナルキャラクターとして花の姫フフが登場。幼児が初めて観る映画「ファーストシネマ作品」でも安心できるように、歌ったり応援したりなどインタラクティブな構成となっている。観客動員数は劇場公開から4週間で11万人に達した。
キャッチコピーは「見たことのない花びらが、ふしぎの国へのチケットでした。」。
2013年3月4日放送の第48話「ちいさな はなの おひめさま」は映画に先駆けて花の姫フフが登場する映画連動エピソードとなっている。
第2作『劇場版しまじろうのわお! しまじろうとくじらのうた』は2014年3月14日に公開。映画オリジナルキャラクターとして赤ちゃんくじらのくうちゃんが登場。 
キャッチコピーは「海は、大きい。 お母さんは、もっと大きい。」。
第3作『劇場版しまじろうのわお！しまじろうとおおきなき』は2015年3月13日に公開。『おおきなきのうたをうたおう』も同時上映された。
キャッチコピーは「さよならは、涙が出てくるありがとうです。」。
第4作『劇場版しまじろうのわお! しまじろうとえほんのくに』は、2016年3月11日に公開。ゲスト声優として、AKB48の木﨑ゆりあとSKE48の木本花音（いずれも公開当時）、元SKE48の秦佐和子と中西優香が出演している。
キャッチコピーは「はじめての冒険は、きっと絵本の中にある。」。
第5作『劇場版しまじろうのわお! しまじろうと にじのオアシス』は、2017年3月10日に公開。本作の公開を記念して、2017年1月にしまじろうが吉本新喜劇へ出演し、本作のゲスト声優として山田花子とCOWCOW Mummy-D が出演した。
キャッチコピーは「ぼくのいちばんのオアシスは、おかあさんだ。」。
第6作『映画しまじろう まほうのしまのだいぼうけん』は、2018年3月9日に公開。本作は「こどもちゃれんじ30周年記念」であり、今までのCGアニメ+実写からCGアニメ単体の構成に変更される。本作のゲスト声優としてAKB48グループから3名が声優選抜として出演することが決定した。キャッチコピーは「大きな魔法は きっと君のなかにある。」。観客動員数は20万人を超えシリーズ史上、過去最高を記録した。
第7作『映画しまじろう しまじろうとうるるのヒーローランド』は、2019年3月15日に公開。本作は「こどもちゃれんじ30周年記念」第2作として製作される。本作のゲスト声優としてももクロちゃんZが出演することが決定した。キャッチコピーは「優しい心が、キミをヒーローにする」。
第8作『映画しまじろう しまじろうとそらとぶふね』は、2019年6月に中国のアニメコンペに参加し子供向け部門で受賞後、日本向けに再編集したうえで2020年2月28日に公開予定であったが、2019新型コロナウイルスの影響で公開延期となったが、2021年3月12日に公開された。本作は初の3DCGアニメで尚且つ日本と中国の合作で製作され、本作の応援サポーターとして水嶋ヒロと小島よしおが就任することが決定した。
第9作『映画しまじろう しまじろうとキラキラおうこくのおうじさま』は、2022年3月11日に公開。本作は「こどもちゃれんじ35周年」のプレ企画として製作される。本作のゲスト声優として中川翔子が出演することが決定し、にゃっきい役の杉本沙織の遺作として位置づけられていて、新型コロナウイルス対策として無発声での体感アトラクション上映形式をとる。キャッチコピーは「自分の信じる力が、奇跡を起こす！」。
第10作『映画しまじろう ミラクルじまの なないろカーネーション』は、2024年3月8日に公開。こどもちゃれんじ35周年記念作品。キャッチコピーは「『ありがとう』は大切な人を想う、魔法の言葉」。
本作のゲスト声優としてJO1の木全翔也が出演することが決定した。
第11作『映画しまじろう しまじろうとゆうきのうた』は2025年3月に公開予定。
なお、映画に出演したキャラクターがテレビアニメに登場する事もある。

### キャスト（映画）

#### レギュラーキャラクター
- 縞野しまじろう - 南央美
- 緑原みみりん- 高橋美紀
- 空野とりっぴい - 山崎たくみ
- 桃山にゃっきい - 杉本沙織（第1作 - 第9作）→ 鈴木真仁（第10作）

#### 映画オリジナルキャラクター
えほんのくに
- プニたん - 内田真礼

にじのオアシス
- ガラガラヘビコ - 山田花子
- ツルカメズ - COWCOW
- MC Spike - Mummy-D

まほうのしまのだいぼうけん
- アウラ - 水瀬いのり
- ドリル - 島田敏
- カナヅチ - 飛田展男
- ペンチ - 安達忍
- ポカポム - 山下七海
- 小さな魔法使い - 樋渡結依（当時AKB48）・鎌田菜月（SKE48）・村雲颯香（当時NGT48）

しまじろうとうるるのヒーローランド
- うるる - 東山奈央
- たこっぴぃ - ももクロちゃんZ

しまじろうとそらとぶふね
- ジン - 内田雄馬
- リリィ - 潘めぐみ
- リリィの母 - 潘恵子
- ガービーズ親分 - 杉田智和

しまじろうとキラキラおうこくのおうじさま
- コロン - 諏訪部順一
- マロン - 下野紘
- パール王子 - 三村ゆうな
- エメラルダ女王 - 中川翔子

ミラクルじまの なないろカーネーション
- ミラー - 藤原夏海
- プリン - 花澤香菜
- 大魔法使い - 坂本真綾
- キングボッチ - 木全翔也

### スタッフ（映画）
|                                  | フフのだいぼうけん                                 | くじらのうた                                       | おおきなき                                         | えほんのくに                                                                | にじのオアシス                                        | まほうのしまのだいぼうけん                     | うるるのヒーローランド                                                   | そらとぶふね                             | キラキラおうこくのおうじさま             | ミラクルじまのなないろカーネーション                      |             |
| -------------------------------- | -------------------------------------------------- | -------------------------------------------------- | -------------------------------------------------- | --------------------------------------------------------------------------- | ----------------------------------------------------- | ---------------------------------------------- | ------------------------------------------------------------------------ | ---------------------------------------- | ---------------------------------------- | --------------------------------------------------------- | ----------- |
| 原作                             | ベネッセコーポレーション                           | ベネッセコーポレーション                           | ベネッセコーポレーション                           | ベネッセコーポレーション                                                    | ベネッセコーポレーション                              | ベネッセコーポレーション                       | ベネッセコーポレーション                                                 | ベネッセコーポレーション                 | ベネッセコーポレーション                 | ベネッセコーポレーション                                  |             |
| 監督                             | 平林勇（第2作 - 第4作は総合監督、第6作は共同監督） | 平林勇（第2作 - 第4作は総合監督、第6作は共同監督） | 平林勇（第2作 - 第4作は総合監督、第6作は共同監督） | 平林勇（第2作 - 第4作は総合監督、第6作は共同監督）                          | 平林勇（第2作 - 第4作は総合監督、第6作は共同監督）    | 川又浩・ヒロ高島                               | 川村貴光                                                                 | 河村友宏                                 | 川村貴光                                 | 河村友宏                                                  |             |
| アニメーションパート監督         | 川又浩（第1作はアニメーションパート演出）          | 川又浩（第1作はアニメーションパート演出）          | 川又浩（第1作はアニメーションパート演出）          | 川又浩（第1作はアニメーションパート演出）                                   | ヒロ高島（第6作は共同監督）                           | 川又浩・ヒロ高島                               | 川村貴光                                                                 | 河村友宏                                 | 川村貴光                                 | 河村友宏                                                  |             |
| 脚本                             | オースミユーカ                                     | 山田隆司（アニメーションパート）                   | 山田隆司（アニメーションパート）                   | 山田隆司（アニメーションパート）                                            | 平林勇                                                | 青木由香                                       | 山本由実                                                                 | 杉村埋史                                 | 三浦浩児                                 | 杉村埋史                                                  |             |
| 脚本                             | オースミユーカ                                     | 平林勇（実写パート）                               |                                                    |                                                                             | 平林勇                                                | 青木由香                                       | 山本由実                                                                 | 杉村埋史                                 | 三浦浩児                                 | 杉村埋史                                                  |             |
| アニメーション制作プロデューサー | 木曽由香里                                         | 木曽由香里                                         | 木曽由香里                                         | 木曽由香里                                                                  |                                                       |                                                |                                                                          |                                          |                                          |                                                           |             |
| 制作                             | DASH、アンサー・スタジオ                           | DASH、アンサー・スタジオ                           | DASH、アンサー・スタジオ                           | DASH、アンサー・スタジオ                                                    | DASH、アンサー・スタジオ                              | アンサー・スタジオ                             | アンサー・スタジオ、バックストリート                                     | 上海合源文化伝媒有限公司                 | アンサー・スタジオ                       | 上海合源文化伝媒有限公司 白組                             |             |
| 制作                             | demand                                             |                                                    |                                                    |                                                                             |                                                       | アンサー・スタジオ                             | アンサー・スタジオ、バックストリート                                     | 上海合源文化伝媒有限公司                 | アンサー・スタジオ                       | 上海合源文化伝媒有限公司 白組                             |             |
| 配給                             | 東宝映像事業部                                     | 東宝映像事業部                                     | 東宝映像事業部                                     | 東宝映像事業部                                                              | 東宝映像事業部                                        | 東宝映像事業部                                 | 東宝映像事業部                                                           | 東宝映像事業部                           | 東宝映像事業部                           | 東宝映像事業部                                            |             |
| 製作                             | ベネッセコーポレーション、テレビせとうち、電通     | ベネッセコーポレーション、テレビせとうち、電通     | ベネッセコーポレーション、テレビせとうち、電通     | ベネッセコーポレーション、テレビせとうち、電通                              | ベネッセコーポレーション、テレビせとうち、電通        | ベネッセコーポレーション、テレビせとうち、電通 | ベネッセコーポレーション、テレビせとうち                                 | ベネッセコーポレーション、テレビせとうち | ベネッセコーポレーション、テレビせとうち |                                                           |             |
| 協力                             | ソニー・ミュージックダイレクト                     | ソニー・ミュージックダイレクト                     | ソニー・ミュージックダイレクト                     | ソニー・ミュージックダイレクト                                              | ソニー・ミュージックダイレクト                        | ソニー・ミュージックダイレクト                 | ソニー・ミュージックダイレクト キングレコード スターダストプロモーション | ソニー・ミュージックダイレクト           | ソニー・ミュージックダイレクト           | rhythm zone                                               | rhythm zone |
| 特別協賛                         | サンスターDoクリア                                 |                                                    |                                                    | トヨタ自動車                                                                | トヨタ自動車                                          | トヨタ自動車                                   | トヨタ自動車                                                             | トヨタ自動車                             | イオンモール カゴメ                      | イオンモール 伊藤忠ファッションシステム しまむら グラニフ |             |
| 特別協賛                         | サンスターDoクリア                                 |                                                    | 花王 ソニー生命保険 丸富製紙                       | J:COM マクドナルド 森永乳業 東京ドームシティアトラクションズ ひらかたパーク | 東京ドームシティアトラクションズ ひらかたパーク J:COM | マクドナルド 日本航空 P&G ラグーナテンボス     |                                                                          |                                          | イオンモール カゴメ                      | イオンモール 伊藤忠ファッションシステム しまむら グラニフ |             |

### 主題歌（映画）
オープニングテーマ
- Daudi Joseph「ぼくらのほしのミラクル」（フフのだいぼうけん～にじのオアシス）

※まほうのしまのだいぼうけん・うるるのヒーローランドはOPなし
イメージテーマ
- キマグレン「歩」（フフのだいぼうけん）
- ねごと「勲章」（くじらのうた）
- Chara「ひかりの匂い」（おおきなき）
- カサリンチュ「たいせつなひと」（えほんのくに）
- PUFFY「冒険のダダダ」（にじのオアシス）
- ゴスペラーズ「まっすぐな橋」（まほうのしまのだいぼうけん）
- ももクロちゃんZ「HERO」（うるるのヒーローランド）
- 内田雄馬「えがおのそら」（そらとぶふね）
- 中川翔子「君のまんまがいいんだよ」（キラキラおうこくのおうじさま）

エンディングテーマ
- PUFFY「トモダチのわお」（フフのだいぼうけん～にじのオアシス）
- しまじろう・みみりん・とりっぴい・にゃっきい「ハッピージャムジャム」～しまじろう「スキップ　ステップ　アイランド」～しまじろう・みみりん・とりっぴい・にゃっきい「せかいはパラダイス」（まほうのしまのだいぼうけん）
- ももクロちゃんZ「HERO」（うるるのヒーローランド）

挿入歌
- 「いっぽミライにふみだそう」（フフのだいぼうけん）
- 「くじらのうたのうた」（くじらのうた）
- 「おおきなきのうた」（おおきなき）
- 「ともだちポンクルトン」（えほんのくに）
- 「まえにすすもう！てをたたこう！」（にじのオアシス）
- 「まほうの ことばは ティンガリンガブー」（まほうのしまのだいぼうけん）
- 「クプルパーはひみつのことば!」（うるるのヒーローランド）
- 「ウンパパたいそう」（そらとぶふね）
- 「キラキラおうこくはくものうえ」（キラキラおうこくのおうじさま）

挿入歌全体の歌唱はしまじろう・みみりん・とりっぴぃ・にゃっきぃで、まほうのしまのだいぼうけん以降では着ぐるみのキャラクターが挿入歌を歌いながら踊る実写映像が宣伝の一環で配信されている。

### 関連企画
劇場版の前売り鑑賞券はコンビニチェーンであるローソンとミニストップの店舗内にあるマルチメディア端末『Loppi』内のローソンチケットにて独占販売しているが、2018年3月よりゴールデンウィークにかけてSCRAP主催の体験型謎解きゲームイベントであるリアル脱出ゲームとのコラボで『劇場版しまじろう×リアル脱出ゲーム〜しまじろうとまほうのゆうえんち〜』が、2019年3月よりゴールデンウィークにかけて続編として『劇場版しまじろう×リアル脱出ゲーム〜しまじろうとゆめのヒーローランド〜』が東京ドームシティアトラクションズとひらかたパークにて開催された。参加者は、「まほうのゆうえんちでは魔法使いの見習い」として、しまじろうたちやアウラと一緒に様々な謎を駆使して各々のペースでメーロに盗まれたお祭りに使うまほうのベルを取り戻す（脱出する）ことが、ゆめのヒーローランドではヒーロー候補生として、しまじろうたちやうるると一緒に様々な謎を駆使して暴走したロボットを停止してヒーローランドを元に戻す（脱出する）ことがクリア条件。中学生以下で来場者に限りまほうのゆうえんちでは魔法使いなりきりアイテムセットが、ゆめのヒーローランドではなりきりヒーローアイテムセットと東京ドームシティアトラクションズまたはひらかたパークの乗り物1回券がプレゼントされた。キャッチコピーはまほうのゆうえんちでは「行こうよ、不思議な冒険に！」、ゆめのヒーローランドは「ひみつのステッキでだいへんしん！ヒーローランドをすくおう！」である。